# Flávia Assis
Flávia Cristina Gonçalves de Assis (Diadema, 7 de setembro de 1979) é uma voleibolista indoor brasileira com experiência em clubes brasileiros e internacionais, que possui marca de alcance de 305 cm no ataque  e 300 cm no bloqueio, predominantemente atuante na posição de Central (Atacante (voleibol)), mas recentemente atuou como Ponta.Em clubes conquistou duas medalhas de ouro em edições do  extinto Torneio Internacional Salonpas Cup, a primeira em 2001 e o bicampeonato em 2003, e nesta competição possui a medalha de bronze na edição do ano de 2003.
Ainda por clubes, destacou-se na conquista do título nacional e da Copa da República Tcheca de 2013, além de disputar edição das Liga dos Campeões da Europa 2013 e disputou uma edição da Liga dos Campeões da Europa em 2013.
2015 Representou a Equipe TFOC Terville Florange Olympique Club pela série A1 da Liga Francesa.
2016 Voltou para o Brasil jogando pela equipe do Curitibano Onde foi vice campeã da Superliga B de voleibol. 
2017/2018 Retornou para a Europa, jogando mais uma vez por uma equipe Tcheca VKKP BRNO país pelo qual tem muito carinho e gratidão.

## Carreira
Iniciou sua trajetória profissional pelo Grêmio Esportivo Mauaense e atuou por este na jornada esportiva 1993-94, mais tarde passou a representar times da Prefeitura Municipal de Mauá (voleibol feminino) e Prefeitura Municipal de São Caetano do Sul (voleibol feminino), permanecendo no período de 1995 a 2002.
Em 1997 foi convocada para Seleção Paulista para disputar o Campeonato Brasileiro de Seleções, categoria juvenil da Divisão especial, sediado em Blumenau, ocasião que conquistou o título.
Representando São Caetano do Sul conquistou o título da Copa Brasil de 1997 e o bicampeonato  nos Jogos Abertos do Interior e o nos Jogos Regionais , feito obtido em 1997 e 1998.
Também foi convocada para as categorias de base da Seleção Brasileira.Na jornada esportiva 1998-99 disputou sua primeira edição de Superliga Brasileira A pelo São Caetano E.C., finalizando na décima segunda colocação, registrando 161 pontos, destes 119 de ataques, 37 de bloqueios e 5 de saques.
Pelo São Caetano E.C finalizou na sétima posição na Superliga Brasileira A 1999-00, nesta edição registrou 195 pontos,  sendo 133 de ataques, 58 de bloqueios e 4 de saques.
Integrou o elenco do São Caetano E.C também na jornada 2000-01 e por este disputou o Campeonato Paulista de 2000 e disputou a Superliga Brasileira A 2000-01 finalizando na sexta colocação, e marcando 215 pontos, sendo 156  de ataques, 61 de bloqueios  e 2 de saques.
No ano de 2001 reforçou a equipe do BCN/Osasco apenas para a disputa do extinto Torneio Internacional Salonpas Cup, sediado na cidade de Salvador, ocasião da conquista de sua primeira medalha de ouro nesta competição. Foi contratada pelo Açúcar União/São Caetano para competir na Superliga Brasileira A 2001-02, finalizando na sexta colocação, registrando 60 pontos, 50 de ataques, 9 de bloqueios e 1 de saque .
Despertou o interesse do Rexona/RJ e o representou nas competições do período 2002-03 , conquistando o bronze no Torneio Internacional Salonpas Cup 2002 e encerrando na quarta colocação da correspondente Superliga Brasileira A, marcou 26 pontos, 20 de ataques e 6 de bloqueios.
Transferiu-se para o Pinheiros/Blue Life na temporada seguinte e por este disputou o Campeonato Paulista, também o Torneio Internacional Salonpas Cup 2003, este sediado nas cidades de João Pessoa, Natal e Recife, ocasião que sagrou-se bicampeã nesta competição conquistando seu bicampeonato na competição; ainda por este clube disputou a Superliga Brasileira A 2003-04 finalizando na quarta posição, registrando 307 pontos, destes 231 foram de ataques, 68 bloqueios e 8 de saques.
Foi atleta do Oi/Campos nas competições de 2004-05, e competindo por este foi finalista do Campeonato Carioca de 2004 alcançando o vice-campeonato e finalizou com o bronze na Superliga Brasileira A 2004-05, registrou 21 pontos nesta edição, destes foram 16 de ataques e 5 de bloqueios.
Ela foi contratada pelo Brasil Telecom/DF para as disputas do período seguinte, e disputou a edição da  Superliga Brasileira A 2005-06 na qual encerrou na  sexta posição.
Após algumas temporadas voltou atuar como atleta pelo Pinheiros/Blue Life, e através deste disputou a edição da Superliga Brasileira A 2006-07 encerrando na sexta posição na Superliga Brasileira A 2006-07, nesta edição foi eleita  a Melhor Bloqueadora de toda competição e ainda figurou nas estatísticas coma  quarta colocada entre as melhores defensoras.
Renovou com o mesmo clube na jornada seguinte, na qual utilizou a alcunha de Pinheiros/Blausiegel, contribuiu para que o clube avançasse até a fase semifinal da Superliga Brasileira A 2007-08, conquistando a medalha de bronze.
Defendeu na subsequente temporada o clube mineiro do Mackenzie/Cia do Terno sendo campeã do Campeonato Mineiro de 2008, este clube representou o Botafogo/Cia. do Terno no Campeonato Carioca de 2008, sagrando-se vice-campeã, e vestindo a camisa#5 do Mackenzie/Cia do Terno disputou a Superliga Brasileira A 2008-09 quando avançou as quartas de final, terminou em sexto lugar.
Ela também jogou pelo Sport/Banco BMG , por este vestiu a camisa#5 quando disputou a Superliga Brasileira A 2009-10  ao final da competição ocupou o nono lugar.
Ela também disputou as competições da temporada 2010-11 pelo Macaé Sports sagrando-se vice-campeã do Campeonato Carioca de 2010 e vestindo a camisa#1 disputou a Superliga Brasileira A nesta temporada quando avançou as quartas de final e encerrou na sexta posição.
Retornou ao clube que a projetara no cenário nacional, São Caetano , e foi nomeada capitã da equipe, disputou por este a Superliga Brasileira A 2011-12, encerrando o campeonato na décima segunda colocação, registrando 193 pontos, destes foram 163 de ataques, 24 de bloqueios e 6 de saques, sendo a nona entre as melhores atacantes.
Recebeu na temporada 2012-13 uma proposta para atuar pela primeira vez no voleibol europeu,  sendo contratada pelo clube tcheco VK Agel Prostějov,  participando da conquista dos títulos da Copa da República Tcheca de 2012 e do Campeonato Tcheco A 2012-13.Ainda por este disputou a Liga dos Campeões da Europa de 2013, iniciada em 2012, finalizando na vigésima quarta colocação, após eliminação na fase de grupos.
Repatriada na jornada 2013-14 pelo  São Cristóvão Saúde/ São Caetano e disputou a Superliga Brasileira A 2013-14.
Outra oportunidade de atuar fora do país ocorreu na jornada 2014-15, quando foi contratada pelo clube italiano do Riso Scotti Pavia, ocasião que competiu por este na Liga A2 Italiana e atuou pela primeira vez na posição de Ponta, finalizando na oitava posição, registrando nesta edição um total de 296 pontos em vinte e quatro partidas e ainda alcançou o sétimo lugar na Copa A2 Itália.
Concedeu entrevista em 2015 para imprensa especializada, na qual declarou que estava desmotivada com o mercado de trabalho brasileiro, sentindo-se vítima de preconceito devido à idade, em contrapartida jogando em alto nível,  diante disso resolveu atuar fora do pais mais uma vez, sendo contratada pelo TFOC, disputando a Liga A Francesa 2015-16, mas retornou ao país três meses jogando por este clube, alegando problemas particulares
A ex-jogadora que já foi capitã de time - e é agora massoterapeuta - se dedicou ao esporte por mais de 20 anos. Com passagens dentro e fora do país, ela começou sua trajetória em 1993, quando integrou a equipe do Grêmio Esportivo Mauaense. Em 2019, quando decidiu parar, sentiu um chamado para estar com atletas de uma outra forma e foi se dedicar à massoterapia e à saúde interativa.
Em 2022, participou da sexta edição do reality show No Limite, entrando como Tribo Sol. 

## Filmografia
| Ano  | Titulo      | Função       | Nota     |
| ---- | ----------- | ------------ | -------- |
| 2022 | No Limite 6 | Participante | 7° Lugar |

## Clubes
- Grêmio Mauaense
- São Caetano
- Açúcar União
- Rexona/Ades
- Blue Life/Pinheiros
- ACF/Campos
- Oi/Campos
- BCN/Osasco
- Pinheiros/Blausiegel
- Brasil Telecom
- Mackenzie/Cia do Terno
- Sport/Banco BMG
- Macaé Sports
- São Caetano
- VK Modřanská Prostějov - República Checa
- São Cristóvão Saúde - São Caetano
- Riso Scotti Pavia - Itália
- Terville Florange Olympique - França
- Cascavel/Unimed - Sensei
- BRH-Sulflex - Clube Curitibano
- VK Královo Pole Brno - República Checa
- São Cristóvão Saúde/São Caetano

## Títulos e resultados
- Liga A Tcheca:2012-13[3]
- Copa da República Tcheca: 2013[3]
- Superliga Brasileira A: 2004-05[2], 2007-08[37]
- Superliga Brasileira A: 2002-03[20],2003-04[20]
- Copa Brasil:1997[8]
- Campeonato Carioca:2004[27],2008[41],2010
- Campeonato Mineiro:2008[40]
- Jogos Abertos de São Paulo: 1997[2], 1998[2]
- Jogos Regionais de São Paulo: 1997[2], 1998[2]
- Campeonato Brasileiro de Seleções Juvenil (Divisão Especial):1997[2]

## Premiações individuais
- Melhor Bloqueadora da Superliga Brasileira A 2006-07[34]
- 4ª Melhor Defensora da Superliga Brasileira A 2006-07[35]